# (400309) Ralfhofner
(400309) Ralfhofner es un asteroide perteneciente al cinturón de asteroides, descubierto el 14 de octubre de 2007 por el astrónomo alemán M. Fiedler desde la Observatorio Astronómico Adolph Diesterweg (Radebeul, Alemania).

## Designación y nombre
Designado provisionalmente como 2007 TC185. Fue nombrado en homenaje al astrónomo alemán Ralf Hofner.